# Massimiliano Di Franco (brydżysta)
Massimiliano Di Franco – włoski brydżysta, World Master (WBF).

## Wyniki brydżowe

### Zawody światowe
W światowych zawodach zdobył następujące lokaty:
| Mistrzostwa Świata. Konkurencja teamów | Mistrzostwa Świata. Konkurencja teamów | Mistrzostwa Świata. Konkurencja teamów    | Mistrzostwa Świata. Konkurencja teamów | Mistrzostwa Świata. Konkurencja teamów | Mistrzostwa Świata. Konkurencja teamów |
| Rok                                    | Miejsce                                | Zawody                                    | Kategoria                              | Drużyna                                | Pozycja                                |
| -------------------------------------- | -------------------------------------- | ----------------------------------------- | -------------------------------------- | -------------------------------------- | -------------------------------------- |
| 2013                                   | Atlanta                                | 3. Światowy Kongres Młodzieży             | Juniorzy BAM                           | Italy                                  | 4                                      |
| 2013                                   | Atlanta                                | 3. Światowy Kongres Młodzieży             | Juniorzy                               | Italy                                  | 5                                      |
| 2012                                   | Taicang                                | 14. Młodzieżowe Mistrzostwa Świata Teamów | Juniorzy                               | Italy                                  | 5                                      |
| 2011                                   | Veldhoven                              | 40. Mistrzostwa Świata Teamów             | Trans                                  | Villa Fabriche                         | 105                                    |
| 2011                                   | Opatija                                | 2 Światowy Kongres Młodzieży              | Juniorzy BAM                           | Italy 1                                | 14                                     |
| 2011                                   | Opatija                                | 2. Światowy Kongres Młodzieży             | Juniorzy                               | Italy 1                                | 5                                      |
| 2010                                   | Filadelfia                             | 13. Seria Mistrzostw Świata               | Juniorzy                               | Italy                                  | 11                                     |
| 2009                                   | Stambuł                                | 1. Światowy Kongres Młodzieży             | Juniorzy                               | Italy Red                              | 2                                      |

| Mistrzostwa Świata. Konkurencja par | Mistrzostwa Świata. Konkurencja par | Mistrzostwa Świata. Konkurencja par | Mistrzostwa Świata. Konkurencja par | Mistrzostwa Świata. Konkurencja par | Mistrzostwa Świata. Konkurencja par |
| Rok                                 | Miejsce                             | Zawody                              | Kategoria                           | Partner                             | Pozycja                             |
| ----------------------------------- | ----------------------------------- | ----------------------------------- | ----------------------------------- | ----------------------------------- | ----------------------------------- |
| 2013                                | Atlanta                             | 3. Światowy Kongres Młodzieży       | Juniorzy                            | Gabriele Zanasi                     | 1                                   |
| 2011                                | Opatija                             | 2. Światowy Kongres Młodzieży       | Juniorzy                            | Giuseppe Delle Cave                 | 21                                  |
| 2009                                | Stambuł                             | 1. Światowy Kongres Młodzieży       | Juniorzy IMP                        | Andrea Manno                        | 9                                   |
| 2009                                | Stambuł                             | 1. Światowy Kongres Młodzieży       | Juniorzy                            | Andrea Manno                        | 68                                  |

### Zawody europejskie
W europejskich zawodach zdobył następujące lokaty:
| Zawody europejskie. Konkurencja teamów | Zawody europejskie. Konkurencja teamów | Zawody europejskie. Konkurencja teamów    | Zawody europejskie. Konkurencja teamów | Zawody europejskie. Konkurencja teamów | Zawody europejskie. Konkurencja teamów |
| Rok                                    | Miejsce                                | Zawody                                    | Kategoria                              | Drużyna                                | Pozycja                                |
| -------------------------------------- | -------------------------------------- | ----------------------------------------- | -------------------------------------- | -------------------------------------- | -------------------------------------- |
| 2014                                   | Mediolan                               | 13. Puchar Europy                         | Open                                   | G.S. Allegra - Italy                   | 1                                      |
| 2013                                   | Wrocław                                | 24. Młodzieżowe Mistrzostwa Europy Teamów | Juniorzy                               | Italy                                  | 11                                     |
| 2013                                   | Ostenda                                | 6. Otwarte Mistrzostwa Europy             | Open                                   | Villa Fabbriche                        | 51                                     |
| 2011                                   | Albena                                 | 23. Młodzieżowe Mistrzostwa Europy Teamów | Juniorzy                               | Italy                                  | 2                                      |
| 2009                                   | Braszów                                | 22. Młodzieżowe Mistrzostwa Europy Teamów | Juniorzy                               | Italy                                  | 5                                      |
| 2007                                   | Jesolo                                 | 21. Młodzieżowe Europy Teamów             | Młodzież Szkolna                       | Italy                                  | 11                                     |
| 2005                                   | Riccione                               | 20. Młodzieżowe Mistrzostwa Europy Teamów | Młodzież Szkolna                       | Italy                                  | 6                                      |
| 2004                                   | Praga                                  | 19. Młodzieżowe Mistrzostwa Europy Teamów | Młodzież Szkolna                       | Italy                                  | 5                                      |

| Zawody europejskie. Konkurencja par | Zawody europejskie. Konkurencja par | Zawody europejskie. Konkurencja par    | Zawody europejskie. Konkurencja par | Zawody europejskie. Konkurencja par | Zawody europejskie. Konkurencja par |
| Rok                                 | Miejsce                             | Zawody                                 | Kategoria                           | Partner                             | Pozycja                             |
| ----------------------------------- | ----------------------------------- | -------------------------------------- | ----------------------------------- | ----------------------------------- | ----------------------------------- |
| 2013                                | Ostenda                             | 6. Otwarte Mistrzostwa Europy          | Open                                | Saverio Margiotta                   | 174                                 |
| 2012                                | Vejle                               | 11. Młodzieżowe Mistrzostwa Europy Par | Miksty Młodzieżowe                  | Flavia Lanzuisi                     | 9                                   |
| 2012                                | Vejle                               | 11. Młodzieżowe Mistrzostwa Europy Par | Juniorzy                            | Gabriele Zanasi                     | 9                                   |
| 2010                                | Opatija                             | 10. Młodzieżowe Mistrzostwa Europy Par | Juniorzy                            | Matteo Montanari                    | 8                                   |
| 2008                                | Wrocław                             | 9. Młodzieżowe Mistrzostwa Europy Par  | Juniorzy                            | Aldo Paparo                         | 28                                  |
| 2007                                | Antalya                             | 3. Otwarte Mistrzostwa Europy          | Open                                | Eugenio Mistretta                   | 70                                  |

## Klasyfikacja
- Massimiliano Di Franco – klasyfikacja WBF (ang.)
- Massimiliano Di Franco – klasyfikacja EBL (ang.)